# چیزک عجیبی به نام عشق
چیزک عجیبی به نام عشق (به انگلیسی: Crazy Little Thing Called Love) نام آهنگی از گروه راک انگلیسی، کوئین است. این آهنگ در سال ۱۹۷۹ توسط فردی مرکوری نوشته شد و در آلبوم سال ۱۹۸۰ گروه که بازی نام داشت، قرار گرفت. این آهنگ همچنین در آلبوم گردآوری‌شدهٔ گروه برترین آثار هم قرار داشت. آهنگ در سال ۱۹۷۹ در جدول تک‌آهنگ‌های بریتانیا در رتبهٔ دوم قرار گرفت و در ۲۳ فوریهٔ ۱۹۸۰ هم در جدول ۱۰۰ آهنگ داغ بیلبورد در ایالات متحده رتبهٔ نخست را از آن خود کرد و به مدت چهار هفتهٔ پیاپی همچنان در صدر جدول باقی ماند. این ترانه به مدت هفت هفته هم در صدر جدول اریا در استرالیا قرار داشت.